# Чёрная ножка

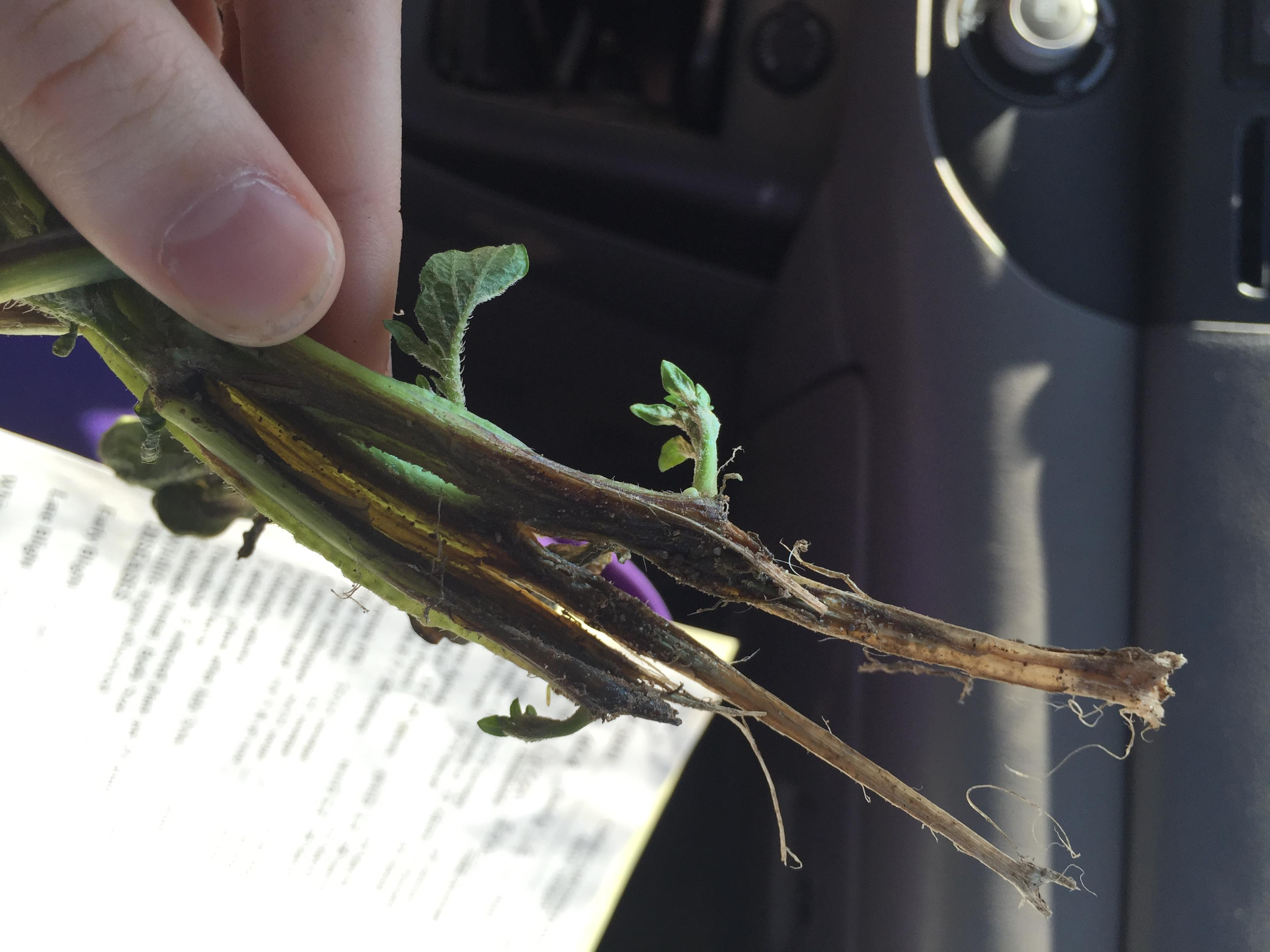
Чёрная ножка картофеля

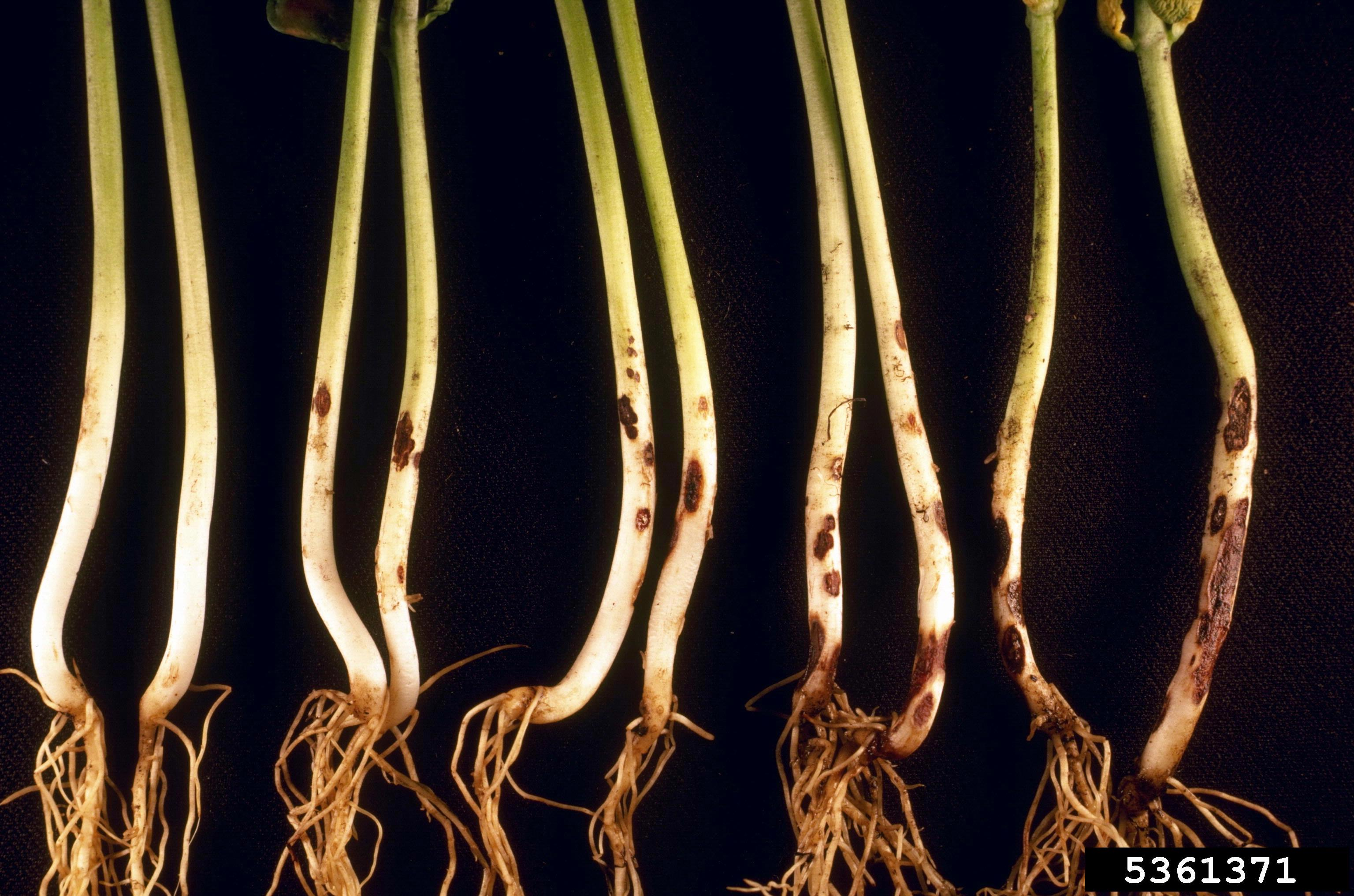
Чёрная ножка бобовых

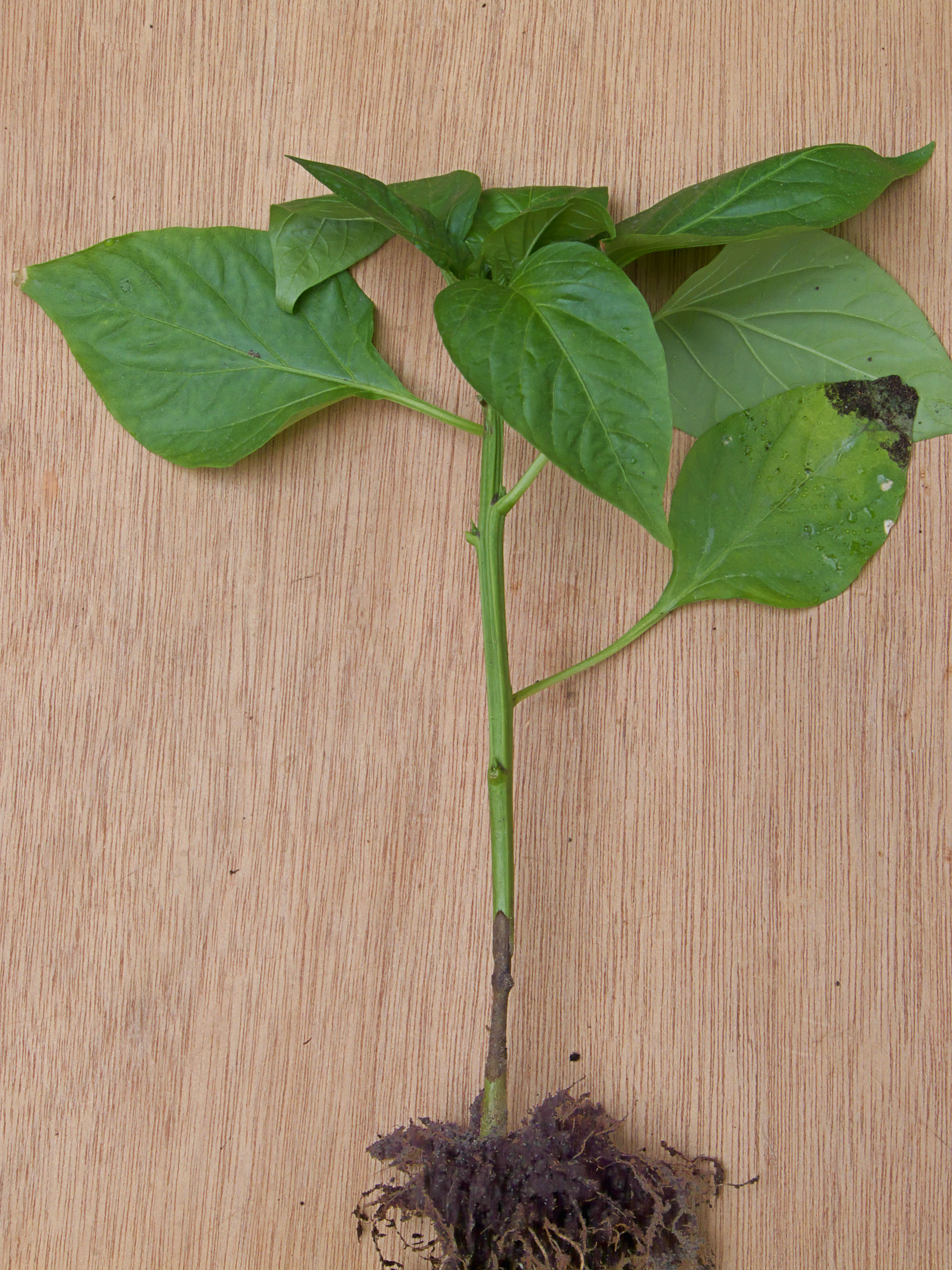
Чёрная ножка стручкового перца

Чёрная ножка — группа болезней растений, вызываемая различными паразитными и полупаразитными грибами, реже бактериями. Общий признак — почернение корневой шейки (отсюда название).
При поражении чёрной ножкой молодые всходы и черенки чернеют и истончаются у основания, корни начинают гнить, растения теряют тургор, желтеют и поникают. В конце концов наступает гибель растения. Источником болезни могут быть как почва, так и заражённые семена.
Чёрная ножка встречается у различных овощных, полевых и цветочных культур, а также у хвойных и лиственных растений. Широко распространена у следующих растений:
- картофеля (возбудитель — бактерии рода Dickeya[3]): основания стеблей загнивают от клубня, листья желтеют и скручиваются. Впоследствии клубни при хранении размягчаются и гниют. Развитию болезни способствует переувлажнение почвы[4].
- капусты (возбудители — Olpidium brassicae, Pythium debaryanum, Rhizoctonia solani, Phoma lingam и др.[5][6]): поражает как молодую, так и подрощенную рассаду[5]. Корневая шейка, в зависимости от вида возбудителя, чернеет или буреет, искривляется стебелёк, растение полегает и засыхает[6]. Развитию болезни способствуют высокая влажность и температура, а также чрезмерная густота посева[5].
- огурца (возбудители — Pythium debaryanum, Pythium aphanidermatum, Rhizoctonia aderholdii): нижняя часть стебля приобретает тёмно-зелёный цвет и начинает мокнуть; корни темнеют и размягчаются; нижние листья желтеют и увядают. Заражение растений происходит через корневую систему, особенно при выращивании культуры в теплице на одном и том же месте[7].
- томатов (возбудитель — Rhizoctonia solani): прикорневая часть стебля покрывается белым налётом мицелия, корневая шейка чернеет, развивается гниль. Распространяется с мицелием через почву[8].

Чёрная ножка может также поражать морковь, кормовые бобы, редис, свёклу, сеянцы плодовых растений.
Для профилактики чёрной ножки необходимо не допускать нарушения режимов влажности, температуры и освещённости, а также избегать загущения посадок. Для посева следует использовать только здоровые почвы. При возникновении заболевания необходимы замена или дезинфекция почвы с помощью фунгицидов, уничтожение поражённых растений, внесение удобрений, повышающих устойчивость к болезни, аэрация парников.